# 1933 în literatură
Anul 1933 în literatură a implicat o serie de evenimente și cărți noi semnificative. 

## Nașteri
- 31 martie – se naște, la Ploiești, poetul, scriitorul și eseistul Nichita Stănescu (1933 – 1983), ales, post-mortem,  membru al Academiei Române.

- Lucian Penescu, scriitor român

## Premii
- Premiul Nobel pentru Literatură: